# Тартуский университет
Тартуский университет (Дерптский, нем. Universität Dorpat (1802—1893), Юрьевский (1893—1918); эст. Tartu Ülikool (с 1918)) — старейшее высшее учебное заведение в Тарту (Эстония). Университет входит в ассоциации университетов Европы Утрехтская сеть и Коимбрская группа.

## История

### Шведский период
Основан шведским королём Густавом II Адольфом в 1632 году на территории Ливонии под именем Academia Gustaviana. Стал вторым университетом Швеции (после Уппсальского) — Universitas Gustaviana. Первым ректором Академии король Густав II Адольф назначил своего учителя и наставника, генерал-губернатора Ливонии, Ингрии и Карелии Юхана Шютте. В XVIII веке, после присоединения Эстляндии к России, прекратил своё существование.

### Российский период
Император Павел I, благоволивший остзейскому дворянству, дал движение проекту университета для этого края. Из двух предполагавшихся городов — Митавы и Дерпта — выбор был сделан в пользу последнего: Дерпт, отмечалось в докладе дворянской комиссии, «находится в середине трёх губерний — Лифляндской, Курляндской и Эстляндской; положение своё имеет на сухом месте, между тем как Митава окружена болотами; употребляет российскую монету и ассигнации и сверх того превосходит дешевизной съестных припасов». В царствование императора Александра I Комиссия об учреждении училищ завершила работу по созданию университета в Дерпте, план которого был утверждён Павлом I ещё 4 (15) мая 1799.

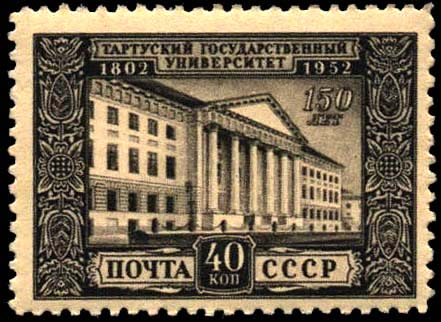
Почтовая марка СССР, выпущенная в 1952 году к 150-летию Тартуского государственного университета

Торжественное открытие Императорского Дерптского университета прошло 21 апреля (3 мая) 1802 и 22 апреля (4 мая) 1802, а лекции начались 1 (13) мая 1802. 12 (24) декабря 1802 года Александр I подписал «Акт постановления для Императорского университета в Дерпте», таким образом казне было поручено материальное обеспечение университета, а руководство перешло под эгиду Министерства народного просвещения. Этот день ежегодно торжественно празднуется как день учреждения университета.
Устав Дерптского университета был утверждён Александром I 12 (24) сентября 1803.
Спроектированное остзейскими баронами учебное заведение надолго стало «особенным» в российской университетской системе. Дерптский университет был преимущественно немецким по составу преподавателей и учащихся, преподавание велось на немецком языке. К концу XIX века среди значительной части населения Прибалтийских губерний, особенно его образованного слоя, русский язык получил распространение, прибалтийские немцы были фактически двуязычны. В условиях проводимой Александром III политики русификации в Дерптском университете было введено обучение на русском языке.
В 1893 году произошла русификация Дерптского университета, который был переименован в Юрьевский университет по древнерусскому названию Дерпта — Юрьеву.

### Эстонский период
В 1918 году в связи с угрозой германской интервенции часть преподавателей и студентов были эвакуированы в Воронеж, где был создан Воронежский государственный университет на базе Императорского Юрьевского университета.
В 1919 году университетские курсы начали читаться на эстонском языке.
После заключения Тартуского мира, советское правительство вернуло Эстонии библиотеку Дерптского университета, в начале войны эвакуированную частью в Москву, частью в Воронеж.
21 февраля 1927 года Тартуский университет награждён орденом Эстонского Красного Креста 1 степени.
В 1967 году университет был награждён орденом Трудового Красного Знамени.
В 2002 году Библиотека Тартуского университета, Университетский отдел литературы и фольклора и Эстонский литературный музей запустили совместный проект «EEVA».
В рейтинге лучших университетов мира консалтинговой фирмы Quacquarelli Symonds (QS) за 2016 год Тартуский университет занимал 314-е место, заметно — на 90 позиций — поднявшись в оценке «репутация университета среди работодателей». Помимо этого, рейтинг QS World University Rankings учитывает репутацию университета среди академических, сравнительное число академических работников и студентов, влиятельность научных публикаций и долю иностранных студентов и работников. При составлении рейтинга QS рассматривает 4000 университетов, в рейтинг включает каждый четвёртый, а первое место в нём занимает Массачусетский технологический институт, за которым следуют Стэнфордский и Гарвардский университеты. Лучшим европейским университетом стал занявший пятое место Кембриджский университет.

## Структура
В структуру университета входят 4 факультета, разделённые на институты и колледжи. Большая часть подразделений располагается в Тарту, однако университет также имеет кампусы в Нарве, Вильянди и Пярну. Кроме того, в Таллине расположены представительство университета, Таллинская школа права и Эстонская морская академия.
| Искусств и гуманитарных наук              | Социальных наук                                    | Медицинский                                                | Естествознания и технологий                |
| ----------------------------------------- | -------------------------------------------------- | ---------------------------------------------------------- | ------------------------------------------ |
| Школа теологии и религиоведения           | Школа права                                        | Институт биомедицины и трансляционной медицины             | Эстонский морской институт                 |
| Институт истории и археологии             | Школа экономики и бизнес-администрирования         | Институт семейной медицины и общественного здравоохранения | Институт физики                            |
| Институт эстонской и общей лингвистики    | Институт социальных исследований                   | Институт фармации                                          | Институт химии                             |
| Институт философии и семиотики            | Институт образования                               | Институт клинической медицины                              | Институт молекулярной и клеточной биологии |
| Институт исследования культуры и искусств | Институт психологии                                | Институт стоматологии                                      | Институт технологий                        |
| Колледж иностранных языков и культур      | Институт политических исследований им. Юхана Шютте | Институт спортивных наук и физиотерапии                    | Институт экологии и наук о Земле           |
| Вильяндиская академия культуры            | Нарвский колледж                                   |                                                            | Институт компьютерных наук                 |
|                                           | Пярнуский колледж                                  |                                                            | Институт математики и статистики           |

## Здания
Главный корпус Тартуского университета — один из ярчайших образцов классической архитектуры в Эстонии. Здание было построено в 1804—1809 годы по проекту архитектора Иоганна Вильгельма Краузе на месте бывшей Мариинской церкви.

## Медицинские клиники
В составе университета действуют обособленные полноценные клиники, входящие в систему здравоохранения города и являющиеся одновременно научно-исследовательскими и образовательными базами медицинского факультета: анестезиологии и интенсивной терапии; гематологии и онкологии; гинекологии и акушерства (женская клиника); дерматологии; кардиологии; невропатологии; отоларингологии; офтальмологии; педиатрии (детская клиника); психиатрии; пульмонологии (лёгочная клиника); соматических состояний (отделения гастроэнтерологии, эндокринологии, нефрологии, инфекциологии, ревматологии и т. д.); спортивной медицины и реабилитации; стоматологии; переливания крови; хирургии.

## Языки преподавания
С момента своего основания в 1632 году до 1710 года официальным языком университета был шведский язык, постепенно оттесняемый немецким в силу преобладания немецких поселенцев в регионе (также известных как прибалтийские немцы), занявших практически все преподавательские и студенческие позиции.

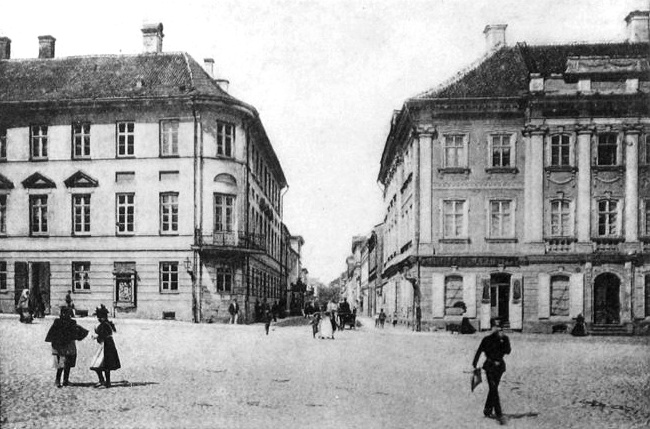
Юрьевский университет
(фото между 1893 и 1918 гг.)

Затем университет прекратил своё существование и в течение почти столетия Остзейский край был лишён высшего учебного заведения. После воцарения императора Павла I в 1798 году был издан указ, которым воспрещалось отправлять для занятий наукой молодых людей за границу. Было предложено курляндскому, эстляндскому и лифляндскому рыцарству выбрать место для учреждения университета. План, выработанный дворянством, получил утверждение. В декабре 1800 года последовал указ об учреждении университета в Митаве, но 12 марта 1801 года император Павел скончался, а 12 апреля император Александр I повелел открывать университет в Дерпте, «по причине положения оного в средоточии трёх губерний: Рижской, Ревельской и Курляндской». До конца XIX века (1893) Дерптский университет был преимущественно немецким по национальному составу преподавателей и учащихся. В 1802—1893 гг. немецкий язык был основным языком преподавания, однако отсутствие его официального признания приводило к медленной эрозии немецкого языкового пространства (шпрахраума[уточнить]) в городе, университете и регионе в целом набиравшим популярность русским языком и отчасти — эстонским, преобладавшим в городе и сельской местности вокруг университета.
В 1836 году было решено усилить значение русского языка как предмета преподавания, в 1837 была учреждена должность лектора русского языка в университете. В 1893 году университет был переименован в Юрьевский. К этому времени, в силу ассимиляционных процессов, значительная часть российских немцев, особенно преподавателей, уже достаточно хорошо владела русским языком и стала фактически двуязычной. Во время русификации в 1892—1918 годах русский язык стал языком преподавания.

### После 1918 года
В 1918 году в связи с угрозой германской оккупации преподавательский состав университета (состоящий в том числе и из балтийских немцев) и студенты были эвакуированы в Воронеж, где на его базе был сформирован Воронежский государственный университет, в числе эвакуировавшихся в Воронеж были: В. А. Афанасьев, А. Д. Богоявленский (химик), Н. Н. Бурденко, В. Э. Грабарь, И. И. Лаппо, К. К. Сент-Илер (основатель биологической станции МГУ на Белом море).
В 1919 году, после ухода германской армии и становления независимости Эстонии, Тартуский университет был реорганизован в национальный университет с обучением на эстонском языке, хотя русскоязычная наука в нём продолжала развиваться.
Период особенно интенсивного развития русскоязычной науки в Тартуском университете пришёлся на 1940—1990-е годы, когда Эстония входила в состав СССР.
В настоящее время преподавание в университете ведётся на эстонском и английском языках.

## Известные учёные
Ректором университета до 1892 года был тайный советник профессор Оттомар Фридрихович Мейков, среди российских учёных считавшийся большим авторитетом по римскому праву.
С 1810 по 1814 год в университете учился основатель эмбриологии, натуралист и географ Карл Эрнст фон Бэр (7 февраля 1792 — 28 ноября 1876), именно здесь защитивший диссертацию «Об эндемических болезнях в Эстляндии» (Dissertatio inaugurales medica de morbis inter esthonos endemicis. Auctor Carolus Ernestus Baer. Dorpat, litteris Schummanni. 1814. 88 c.). Происходивший из эстляндского дворянства учёный вернулся на родину на закате дней, посчитав в 1867 году свою карьеру в Санкт-Петербурге и Академии наук завершённой.
В 1829—1845 годах в Дерптском университете преподавал известный немецкий и российский учёный в области сельского хозяйства, профессор Фридрих Шмальц.
В университете преподавал известный агроном, профессор Я. И. Ионсон, языковед-славист, профессор Н. К. Грунский.
В 1821—1853 годах профессором истории в университете был Фридрих Крузе.
В 1835 году был приглашён на должность профессора в Дерптский университет на кафедру гражданской архитектуры, немецкий физик-изобретатель Борис Семёнович Якоби.
В апреле 1836 года профессором Дерптского университета по кафедре хирургии был избран Н. И. Пирогов.
С 1842 по 1849 год в университете читал лекции учредитель Дерптского педагогического общества Август Генрих Ганзен.
С 1867 года профессором Дерптского университета на кафедре истории работал Вильгельм Мауренбрехер.
Выпускником университета являлся Юлий Фердинанд Иванович Мацон (1817—1885) — патолог и врач-терапевт, ординарный профессор на кафедре патологии и патологической анатомии Университета Святого Владимира, первый директор Александровской больницы (1875—1885), действительный статский советник.
В 1886—1896 годах профессором фармакологии и токсикологии на медицинском факультете был немецкий специалист Рудольф Коберт, в 1886—1896 годах — профессором анатомии, эмбриологии и гистологии был Дитрих Барфурт.
В 1871—1892 годах кафедру русской истории занимал профессор Александр Густавович Брикнер.
19 июля 1901 года на должность экстраординарного профессора по кафедре международного права назначен Владимир Эммануилович Грабарь, с 1906 года ординарный профессор. С 1907—1908 и 1915—1916 годах профессор В. Э. Грабарь являлся деканом юридического факультета.
В 1908—1915 годах директором Астрономической обсерватории университета был Константин Доримедонтович Покровский, впоследствии — первый ректор Пермского государственного университета, первого высшего учебного заведения на Урале.
В 1913—1918 годах профессором-совместителем в университете состоял Е. В. Тарле.
Вильгельм Фридрих Оствальд, известный немецкий химик (физико-химик) и философ, лауреат Нобелевской премии 1909 года, окончил Дерптский университет в 1875 году и преподавал в нём с 1875 по 1881 год.
В 1920—1940 годах в неврологическом отделении Клиники университета, а затем в созданной им Неврологической клинике ТУ работал основатель эстонской и советской нейрохирургии, доктор наук, генерал-майор, профессор, академик Эстонской Академии наук, Заслуженный учёный СССР Людвиг Пуусепп.
Во второй половине XX века Тартуский университет получил мировую известность во многом благодаря деятельности Ю. М. Лотмана и его тартуско-московской школы филологии, культурологии и семиотики.

## Сотрудники университета
- Лущик, Чеслав Брониславович, физик
- Флор, Густав, энтомолог
- Хаберман, Харальд Мартович, энтомолог
- Эланго, Март Александрович, физик

## Ректоры (с 1802 г.)
- Паррот, Георг Фридрих (1803, 1805—1806, 1812—1813, проректор с 1802)
- Балк, Даниил Георг (1803—1804)
- Гаспари, Адам Христиан (1804—1805)
- Мейер, Карл Фридрих (1806—1808)
- Дейч, Кристиан Фридрих (1809—1810)
- Гриндель, Давид Иероним (1810—1812)
- Стикс, Мартин Эрнст (1814, проректор 1813—1814)
- Рамбах, Фридрих Эберхард (1814—1816)
- Штельцер, Христиан Юлий Людвиг (1816)
- Гизе, Фердинанд (1817—1818, проректор 1816—1817)
- Эверс, Иоганн Филипп Густав фон (1818—1830)
- Паррот, Иоганн Фридрих (1831—1834, проректор 1830—1831)
- Мойер, Иван Филиппович (1834—1836)
- Нейе, Фридрих Фридрихович (1836—1839, 1843—1851)
- Ульман, Карл Христиан (1839—1841)
- Фолькман, Альфред Вильгельм (1842, проректор 1841—1842)
- Гаффнер, Эдуард Иванович (1851—1858)
- Биддер, Фридрих Генрих (1858—1865)
- Самсон фон Гиммельшерна, Гвидо-Герман Карлович (1865—1868)
- Эттинген, Георг фон (1868—1876)
- Мейков, Оттомар Фридрихович (1876—1881, 1890—1892)
- Валь, Эдуард фон (1881—1885)
- Шмидт, Александр Александрович (1885—1890)
- Будилович, Антон Семёнович (1892—1901)
- Филиппов, Александр Никитич (1901—1903)
- Левицкий, Григорий Васильевич (1903—1905)
- Пассек, Евгений Вячеславович (1905—1908)
- Алексеев, Виссарион Григорьевич (1909—1914, 1917—1918, проректор 1908—1909)
- Пусторослев, Пётр Павлович (1915—1917)
- Дегио, Карл Константинович (1918)
- Петер Пылд (куратор, 1919)
- Генрих Коппель[эст.] (1920—1928)
- Йохан Кыпп[эст.] (1928—1937)
- Рихард Хуго Кахо (1938—1940)
- Генрих Рийкоя[эст.] (1940)
- Кант, Эдгар (временный, 1941—1944)
- Круус, Ханс Хансович (1940—1941, 1944)
- Коорт, Альфред Юрьевич (1944—1951)
- Клемент, Фёдор Дмитриевич (1951—1970)
- Кооп, Арнольд Викторович (1970—1988)
- Юри Кярнер[эст.] (1988—1993)
- Тульвисте, Пеэтер (1993—1998)
- Аавиксоо, Яак (1998—2006)
- Тыну Лехтсаар[эст.] (и. о., 2006—2007)
- Алар Карис (2007—2012)
- Волли Кальм (2012—2017)
- Тыну Лехтсаар[эст.] (2017—2018)
- Тоомас Ассер[эст.] (с 2018)

## Выпускники
См. также Категория: Выпускники Тартуского университета.
При доминировании на протяжении XIX столетия немецкого языка, из Дерптского университета вышел ряд деятелей русской литературы — Владимир Соллогуб, Петр Боборыкин, Николай Языков, Винсент Смидович (псевдоним — Викентий Вересаев). Вольдемар фон Даль, также учившийся в университете, более известен нам как Владимир Иванович Даль, автор Толкового словаря живого великорусского языка.

Сын фельдшера еврейской больницы, отчисленный за невозвращение из отпуска, Кесарь Александрович Белиловский стал знаменитым украинским поэтом и переводчиком, творившим под псевдонимами Цезарко, Иван Кадило, Ольгин, Цезарь Белило.
В этом городке всё дышит какой-то умственной деятельностью и душевным молодым разгулом. По улицам толпятся молодые люди в коротких плащах и дружно толкуют между собою. Другие, с тетрадями и книгами под мышками, спешат на голос благовествующей науки, тогда как за белыми занавесками хорошенькие личики, с ярким румянцем на щеках, украдкой на них поглядывают". Владимир Соллогуб. «Аптекарша»
- Абен, Карл (1896–1976) – лингвист, переводчик.
- Барч, Генрих (1832—1899) — польский священнослужитель, писатель, богослов.
- Бертенсон, Иосиф Васильевич (1835—1895) — русский врач, почётный лейб-медик Высочайшего двора.
- Бонвеч, Натаниель (1848—1925) — протестантский богослов и историк церкви.
- Гайлитис, Паулс (1869—1943) — латвийский государственный и общественный деятель, министр образования Латвийской республики (1923).
- Ген, Карл Георг Франц (1821—1875) — эстонский учёный, профессор по кафедре сельскохозяйственной технологии.
- Гизетти, Герман Антонович (1805—1881) — юрист, сенатор, тайный советник, доктор права.
- Граменицкий Фёдор Иванович (1880—1918) — хирург.
- Александр Дауге (1868—1937)— латвийский государственный деятель, министр образования Латвийской республики (1921—1923).
- Замен, Готлиб Иосифович (1789—1848) — доктор медицины, профессор в Дерптского университета.
- Кааль, Айра (1911—1988) — эстонская советская писательница, поэтесса, журналист, заслуженный писатель Эстонской ССР.
- Лийметс, Хейно (1928—1989) — советский эстонский учёный-педагог, психолог, логик.
- Нейман, Карл Карлович (1830-е — 1887) — русский путешественник, этнограф, астроном и геолог.
- Ребане, Хелью (род. 1948) — эстонская и русская писательница.
- Сийг, Арви Карлович (1938—1999) — эстонский и советский поэт и переводчик.
- Хольст, Герман Эдуард фон (1841—1904) — немецкий и американский историк.
- Шанцер, Виргилий Леонович (1867—1911) — деятель революционного движения в России, один из организаторов Декабрьского вооружённого восстания в Москве.
- Штанге, Александр Генрихович (1854—1932) — русский общественный деятель, либеральный народник.
- Эпик, Армин Александр (1898—1983) — австралийский географ и палеонтолог.